# Richarlison
Richarlison de Andrade (Nova Venécia, Espírito Santo, 10 de mayo de 1997), conocido deportivamente como Richarlison, es un futbolista brasileño que juega como delantero en el Tottenham Hotspur F. C. de la Premier League de Inglaterra.

## Trayectoria

### América
Comenzó su carrera profesional con América Futebol Clube (MG) en 2015, ganando el ascenso del Campeonato Brasileño de Serie B en su única temporada antes de transferirse al Fluminense. Totalizó 67 partidos y 19 goles en sus dos años allí, y fue nombrado en el Equipo de la Temporada cuando el club terminó como subcampeón en el Campeonato Carioca 2017. 

### Watford
Luego fichó por el Watford F. C. y un año más tarde por el Everton F. C.

### Tottenham
En este equipo estuvo durante cuatro temporadas, siendo traspasado el 1 de julio de 2022 al Tottenham Hotspur F. C.
En un amistoso disputado el 26 de julio, Richarlison fue el punto culminante de la victoria 5-1 del Tottenham sobre Lion City. Realizó su primer triplete para el equipo de los Spurs, mientras que Kane y Lo Celso anotaron una vez cada uno.

## Selección nacional

### Categorías inferiores
Fue convocado por primera vez el 15 de agosto de 2016, para entrenar con la categoría sub-20 bajo las órdenes de Rogério Micale, y jugar una serie de amistosos contra la selección inglesa.
Debutó con Brasil el 1 de septiembre, se enfrentaron a Inglaterra en el St. George's Park, fue titular, en el minuto 31 convirtió su primer gol, luego los europeos empataron el encuentro, que finalizó 1 a 1. Luego de los 90 minutos, realizaron una ejecución de penales, en la que ganaron los sudamericanos 4 a 3.
El 4 de septiembre jugaron nuevamente contra Inglaterra, esta vez fue suplente e ingresó en el minuto 57, el partido finalizó 2 a 1 a favor de Brasil. Ensayaron nuevamente una definición por penales, instancia en la que los brasileros se impusieron 3 a 2.
En su primera experiencia internacional de selecciones, Richarlison tuvo como rivales a jugadores como Cameron Borthwick-Jackson, Reece Oxford, Taylor Moore, Lewis Cook, Josh Onomah, Patrick Roberts, Isaiah Brown y Adam Armstrong.
Luego fue citado para viajar a Ciudad de México y jugar una serie de amistosos contra la selección local, pero debido a una lesión fue desafectado.
Finalmente, el 7 de diciembre de 2016, fue confirmado en la lista oficial por Rogério Micale para defender la selección de Brasil en el Campeonato Sudamericano Sub-20 de 2017.

#### Participaciones en categorías inferiores
| Competición                            | Sede    | Resultado     | Partidos | Goles |
| -------------------------------------- | ------- | ------------- | -------- | ----- |
| Campeonato Sudamericano Sub-20 de 2017 | Ecuador | Quinto puesto | 8        | 2     |
| Juegos Olímpicos Tokio 2020            | Tokio   | Campeón       | 6        | 5     |

### Selección absoluta
Fue convocado por Tite para disputar la Copa América 2019. Su primer gol oficial con la selección lo marcó en la final del torneo, sentenciando el 3 a 1 final sobre Perú marcando de tiro de penal.

#### Participaciones en Copas del Mundo
| Mundial      | Sede  | Resultado        | Partidos | Goles |
| ------------ | ----- | ---------------- | -------- | ----- |
| Mundial 2022 | Catar | Cuartos de final | 4        | 3     |

#### Participaciones en Copas América
| Torneo            | Sede   | Resultado  | Partidos | Goles |
| ----------------- | ------ | ---------- | -------- | ----- |
| Copa América 2019 | Brasil | Campeón    | 3        | 1     |
| Copa América 2021 | Brasil | Subcampeón | 7        | 1     |

#### Participaciones en Eliminatorias a Copas del Mundo
| Eliminatorias                 | Sede       | Resultado    | Partidos | Goles |
| ----------------------------- | ---------- | ------------ | -------- | ----- |
| Eliminatorias Mundial de 2022 | Sudamérica | 1.er lugar   | 8        | 1     |
| Eliminatorias Mundial de 2026 | Sudamérica | Disputándose | 2        | 0     |
| Total                         | Total      | Total        | 10       | 1     |

#### Partidos con la selección absoluta de Brasil
| N.º | Fecha                    | Ciudad            | Local           | Resultado   | Visitante     | Competición                                                      |
| --- | ------------------------ | ----------------- | --------------- | ----------- | ------------- | ---------------------------------------------------------------- |
| 1.  | 7 de septiembre de 2018  | East Rutherford   | Estados Unidos  | (0–2)       | Brasil        | Amistoso                                                         |
| 2.  | 11 de septiembre de 2018 | Landover          | Brasil          | (5–0)       | El Salvador   | Amistoso                                                         |
| 3.  | 12 de octubre de 2018    | Riad              | Arabia Saudita  | (0-2)       | Brasil        | Amistoso                                                         |
| 4.  | 16 de octubre de 2018    | Yeda              | Argentina       | (0-1)       | Brasil        | Amistoso                                                         |
| 5.  | 16 de noviembre de 2018  | Londres           | Brasil          | (1–0)       | Uruguay       | Amistoso                                                         |
| 6.  | 20 de noviembre de 2018  | Milton Keynes     | Brasil          | (1–0)       | Camerún       | Amistoso                                                         |
| 7.  | 23 de marzo de 2019      | Oporto            | Brasil          | (1-1)       | Panamá        | Amistoso                                                         |
| 8.  | 26 de marzo de 2019      | Praga             | República Checa | (1-3)       | Brasil        | Amistoso                                                         |
| 9.  | 5 de junio de 2019       | Brasilia          | Brasil          | (2-0)       | Catar         | Amistoso                                                         |
| 10. | 9 de junio de 2019       | Porto Alegre      | Brasil          | (7-0)       | Honduras      | Amistoso                                                         |
| 11. | 14 de junio de 2019      | Sao Paulo         | Brasil          | (3-0)       | Bolivia       | Copa América 2019                                                |
| 12. | 18 de junio de 2019      | Salvador de Bahía | Brasil          | (0-0)       | Venezuela     | Copa América 2019                                                |
| 13. | 7 de julio de 2019       | Río de Janeiro    | Brasil          | (3-1)       | Perú          | Copa América 2019                                                |
| 14. | 6 de septiembre de 2019  | Miami             | Brasil          | (2-2)       | Colombia      | Amistoso                                                         |
| 15. | 11 de septiembre de 2019 | Los Ángeles       | Brasil          | (0-1)       | Perú          | Amistoso                                                         |
| 16. | 10 de octubre de 2019    | Kallang           | Brasil          | (1-1)       | Nigeria       | Amistoso                                                         |
| 17. | 13 de octubre de 2019    | Kallang           | Brasil          | (1-1)       | Senegal       | Amistoso                                                         |
| 18. | 15 de noviembre de 2019  | Riad              | Brasil          | (0-1)       | Argentina     | Amistoso                                                         |
| 19. | 19 de noviembre de 2019  | Abu Dhabi         | Brasil          | (0-3)       | Corea del Sur | Amistoso                                                         |
| 20. | 9 de octubre de 2020     | Sao Paulo         | Brasil          | (5-0)       | Bolivia       | Clasificación de Conmebol para la Copa Mundial de Fútbol de 2022 |
| 21. | 13 de octubre de 2020    | Lima              | Perú            | (2-4)       | Brasil        | Clasificación de Conmebol para la Copa Mundial de Fútbol de 2022 |
| 22. | 13 de noviembre de 2020  | Sao Paulo         | Brasil          | (1-0)       | Venezuela     | Clasificación de Conmebol para la Copa Mundial de Fútbol de 2022 |
| 23. | 17 de noviembre de 2020  | Montevideo        | Uruguay         | (0-2)       | Brasil        | Clasificación de Conmebol para la Copa Mundial de Fútbol de 2022 |
| 24. | 4 de junio de 2021       | Porto Alegre      | Brasil          | (2-0)       | Ecuador       | Clasificación de Conmebol para la Copa Mundial de Fútbol de 2022 |
| 25. | 8 de junio de 2021       | Asunción          | Paraguay        | (0-2)       | Brasil        | Clasificación de Conmebol para la Copa Mundial de Fútbol de 2022 |
| 26. | 13 de junio de 2021      | Brasilia          | Brasil          | (3-0)       | Venezuela     | Copa América 2021                                                |
| 27. | 17 de junio de 2021      | Río de Janeiro    | Brasil          | (4-0)       | Perú          | Copa América 2021                                                |
| 28. | 23 de junio de 2021      | Río de Janeiro    | Brasil          | (2-1)       | Colombia      | Copa América 2021                                                |
| 29. | 27 de junio de 2021      | Goiania           | Brasil          | (1-1)       | Ecuador       | Copa América 2021                                                |
| 30. | 2 de julio de 2021       | Río de Janeiro    | Brasil          | (1-0)       | Chile         | Copa América 2021                                                |
| 31. | 5 de julio de 2021       | Río de Janeiro    | Brasil          | (1-0)       | Perú          | Copa América 2021                                                |
| 32. | 10 de julio de 2021      | Río de Janeiro    | Argentina       | (1-0)       | Brasil        | Copa América 2021                                                |
| 33. | 24 de marzo de 2022      | Río de Janeiro    | Brasil          | (4-0)       | Chile         | Clasificación de Conmebol para la Copa Mundial de Fútbol de 2022 |
| 33. | 29 de marzo de 2022      | La Paz            | Bolivia         | (0-4)       | Brasil        | Clasificación de Conmebol para la Copa Mundial de Fútbol de 2022 |
| 34. | 2 de junio de 2022       | Seúl              | Brasil          | (1-5)       | Corea del Sur | Amistoso                                                         |
| 35. | 6 de junio de 2022       | Tokio             | Brasil          | (0-1)       | Japón         | Amistoso                                                         |
| 36. | 23 de septiembre de 2022 | Le Havre          | Brasil          | (3-0)       | Ghana         | Amistoso                                                         |
| 37. | 27 de septiembre de 2022 | París             | Brasil          | (5-1)       | Túnez         | Amistoso                                                         |
| 38. | 24 de noviembre de 2022  | Lusail            | Brasil          | (2-0)       | Serbia        | Copa Mundial 2022                                                |
| 39. | 28 de noviembre de 2022  | Doha              | Brasil          | (1-0)       | Suiza         | Copa Mundial 2022                                                |
| 40. | 5 de diciembre de 2022   | Doha              | Brasil          | (4-1)       | Corea del Sur | Copa Mundial 2022                                                |
| 41. | 9 de diciembre de 2022   | Rayan             | Croacia         | 1 (4)-(2) 1 | Brasil        | Copa Mundial 2022                                                |
| 42. | 17 de junio de 2023      | Barcelona         | Brasil          | (4-1)       | Guinea        | Amistoso                                                         |
| 43. | 20 de junio de 2023      | Lisboa            | Brasil          | (2-4)       | Senegal       | Amistoso                                                         |
| 44. | 8 de septiembre de 2023  | Belém             | Brasil          | (5-1)       | Bolivia       | Clasificación de Conmebol para la Copa Mundial de Fútbol de 2026 |
| 45. | 12 de septiembre de 2023 | Lima              | Perú            | (0-1)       | Brasil        | Clasificación de Conmebol para la Copa Mundial de Fútbol de 2026 |

#### Goles internacionales
| Gol | Fecha                    | Sede                                                   | Oponente      | Marcador | Resultado | Competición                           |
| --- | ------------------------ | ------------------------------------------------------ | ------------- | -------- | --------- | ------------------------------------- |
| 1.  | 12 de septiembre de 2018 | FedExField, Landover, Estados Unidos                   | El Salvador   | 2-0      | 5-0       | Amistoso                              |
| 2.  | 12 de septiembre de 2018 | FedExField, Landover, Estados Unidos                   | El Salvador   | 4-0      | 5-0       | Amistoso                              |
| 3.  | 20 de noviembre de 2018  | Stadium MK, Milton Keynes, Inglaterra                  | Camerún       | 1-0      | 1-0       | Amistoso                              |
| 4.  | 6 de junio de 2019       | Estadio Mané Garrincha, Brasilia, Brasil               | Catar         | 1-0      | 2-0       | Amistoso                              |
| 5.  | 9 de junio de 2019       | Estadio Beira-Rio, Porto Alegre, Brasil                | Honduras      | 7-0      | 7–0       | Amistoso                              |
| 6.  | 14 de junio de 2019      | Estadio de Maracaná, Río de Janeiro, Brasil            | Perú          | 3-1      | 3-1       | Copa América 2019                     |
| 7.  | 13 de octubre de 2020    | Estadio Nacional de Lima, Lima, Perú                   | Perú          | 2-2      | 2-4       | Clasificación para el Mundial de 2022 |
| 8.  | 17 de noviembre de 2020  | Estadio Centenario, Montevideo, Uruguay                | Uruguay       | 0-2      | 0-2       | Clasificación para el Mundial de 2022 |
| 9.  | 5 de junio de 2021       | Estadio de Maracaná, Río de Janeiro, Brasil            | Ecuador       | 1-0      | 2-0       | Clasificación para el Mundial de 2022 |
| 10. | 17 de junio de 2021      | Estadio Olímpico Nilton Santos, Río de Janeiro, Brasil | Perú          | 4-0      | 4-0       | Copa América 2021                     |
| 11. | 24 de marzo de 2022      | Estadio de Maracaná, Río de Janeiro, Brasil            | Chile         | 4-0      | 4-0       | Clasificación para el Mundial de 2022 |
| 12. | 29 de marzo de 2022      | Estadio Hernando Siles, La Paz, Bolivia                | Bolivia       | 0-2      | 0-4       | Clasificación para el Mundial de 2022 |
| 13. | 29 de marzo de 2022      | Estadio Hernando Siles, La Paz, Bolivia                | Bolivia       | 0-4      | 0-4       | Clasificación para el Mundial de 2022 |
| 14. | 2 de junio de 2022       | Estadio Mundialista, Seúl, Corea del Sur               | Corea del Sur | 0-1      | 1-5       | Amistoso                              |
| 15. | 23 de septiembre de 2022 | Stade Océane, Le Havre, Francia                        | Ghana         | 2-0      | 3-0       | Amistoso                              |
| 16. | 23 de septiembre de 2022 | Stade Océane, Le Havre, Francia                        | Ghana         | 3-0      | 3-0       | Amistoso                              |
| 17. | 27 de septiembre de 2022 | Parque de los Príncipes, París, Francia                | Túnez         | 2-1      | 4-1       | Amistoso                              |
| 18. | 24 de noviembre de 2022  | Estadio de Lusail, Lusail, Catar                       | Serbia        | 1-0      | 2-0       | Copa Mundial 2022                     |
| 19. | 24 de noviembre de 2022  | Estadio de Lusail, Lusail, Catar                       | Serbia        | 2-0      | 2-0       | Copa Mundial 2022                     |
| 20. | 5 de diciembre de 2022   | Estadio 974, Doha, Catar                               | Corea del Sur | 3-0      | 4-1       | Copa Mundial 2022                     |

## Estadísticas

### Clubes
Actualizado al 16 de agosto de 2025.
| Club | Div.          | Temporada     | Liga  | Liga  | Liga   | Estatal | Estatal | Estatal | Copas nacionales(1) | Copas nacionales(1) | Copas nacionales(1) | Torneos internacionales(2) | Torneos internacionales(2) | Torneos internacionales(2) | Total | Total | Total  |
| Club | Div.          | Temporada     | Part. | Goles | Asist. | Part.   | Goles   | Asist.  | Part.               | Goles               | Asist.              | Part.                      | Goles                      | Asist.                     | Part. | Goles | Asist. |
| --- | ------------- | ------------- | ----- | ----- | ------ | ------- | ------- | ------- | ------------------- | ------------------- | ------------------- | -------------------------- | -------------------------- | -------------------------- | ----- | ----- | ------ |
| América Mineiro · Brasil | 2.ª           | 2015          | 24    | 9     | 4      | 0       | 0       | 0       | 0                   | 0                   | 0                   | —                          | —                          | —                          | 24    | 9     | 4      |
| América Mineiro · Brasil | Total club    | Total club    | 24    | 9     | 4      | 0       | 0       | 0       | 0                   | 0                   | 0                   | 0                          | 0                          | 0                          | 24    | 9     | 4      |
| Fluminense F. C. · Brasil | 1.ª           | 2016          | 28    | 4     | 1      | 0       | 0       | 0       | 3                   | 0                   | 0                   | —                          | —                          | —                          | 31    | 4     | 1      |
| Fluminense F. C. · Brasil | 1.ª           | 2017          | 14    | 5     | 5      | 12      | 8       | 0       | 6                   | 0                   | 0                   | 4                          | 2                          | 1                          | 36    | 15    | 6      |
| Fluminense F. C. · Brasil | Total club    | Total club    | 42    | 9     | 6      | 12      | 8       | 0       | 9                   | 0                   | 0                   | 4                          | 2                          | 1                          | 67    | 19    | 7      |
| Watford F. C. Inglaterra | 1.ª           | 2017-18       | 38    | 5     | 4      | —       | —       | —       | 3                   | 0                   | 0                   | —                          | —                          | —                          | 41    | 5     | 4      |
| Watford F. C. Inglaterra | Total club    | Total club    | 38    | 5     | 4      | —       | —       | —       | 3                   | 0                   | 0                   | 0                          | 0                          | 0                          | 41    | 5     | 4      |
| Everton F. C. Inglaterra | 1.ª           | 2018-19       | 35    | 13    | 1      | —       | —       | —       | 3                   | 1                   | 0                   | —                          | —                          | —                          | 38    | 14    | 1      |
| Everton F. C. Inglaterra | 1.ª           | 2019-20       | 36    | 13    | 3      | —       | —       | —       | 5                   | 2                   | 1                   | —                          | —                          | —                          | 41    | 15    | 4      |
| Everton F. C. Inglaterra | 1.ª           | 2020-21       | 34    | 7     | 3      | —       | —       | —       | 6                   | 6                   | 0                   | —                          | —                          | —                          | 40    | 13    | 3      |
| Everton F. C. Inglaterra | 1.ª           | 2021-22       | 30    | 10    | 5      | —       | —       | —       | 3                   | 1                   | 0                   | —                          | —                          | —                          | 34    | 11    | 5      |
| Everton F. C. Inglaterra | Total club    | Total club    | 135   | 43    | 12     | —       | —       | —       | 17                  | 10                  | 1                   | 0                          | 0                          | 0                          | 152   | 53    | 13     |
| Tottenham Hotspur F. C. Inglaterra | 1.ª           | 2022-23       | 27    | 1     | 3      | —       | —       | —       | 2                   | 0                   | 0                   | 6                          | 2                          | 0                          | 35    | 3     | 3      |
| Tottenham Hotspur F. C. Inglaterra | 1.ª           | 2023-24       | 28    | 11    | 4      | —       | —       | —       | 3                   | 1                   | 0                   | —                          | —                          | —                          | 31    | 12    | 4      |
| Tottenham Hotspur F. C. Inglaterra | 1.ª           | 2024-25       | 15    | 4     | 1      | —       | —       | —       | 2                   | 0                   | 0                   | 7                          | 1                          | 1                          | 24    | 5     | 2      |
| Tottenham Hotspur F. C. Inglaterra | 1.ª           | 2025-26       | 1     | 2     | 0      | —       | —       | —       | 0                   | 0                   | 0                   | 1                          | 0                          | 0                          | 2     | 2     | 0      |
| Tottenham Hotspur F. C. Inglaterra | Total club    | Total club    | 71    | 18    | 8      | 0       | 0       | 0       | 7                   | 1                   | 0                   | 14                         | 3                          | 1                          | 92    | 22    | 9      |
| Total carrera | Total carrera | Total carrera | 310   | 84    | 34     | 12      | 8       | 0       | 36                  | 11                  | 1                   | 18                         | 5                          | 2                          | 376   | 108   | 37     |
| (1)Incluidos los datos de la Copa de Brasil (2016), Copa de la Liga de Inglaterra y FA Cup. (2)Incluidos los datos de la Copa Sudamericana, Liga de Campeones de la UEFA, Liga Europa de la UEFA y Supercopa de la UEFA. |               |               |       |       |        |         |         |         |                     |                     |                     |                            |                            |                            |       |       |        |

### Selecciones
Actualizado al 10 de junio de 2025.
| Sub-20 · Brasil | 2016          | -  | -  | -  | - | 2  | 1  | 2  | 1  |
| Sub-20 · Brasil | 2017          | 8  | 2  | -  | - | 0  | 0  | 8  | 2  |
| Sub-20 · Brasil | Total sel.    | 8  | 2  | -  | - | 2  | 1  | 10 | 3  |
| Sub-23 · Brasil | 2021          | -  | -  | 6  | 5 | -  | -  | 6  | 5  |
| Sub-23 · Brasil | Total sel.    | -  | -  | 6  | 5 | -  | -  | 6  | 5  |
| Absoluta · Brasil | 2018          | -  | -  | -  | - | 6  | 3  | 6  | 3  |
| Absoluta · Brasil | 2019          | 3  | 1  | -  | - | 10 | 2  | 13 | 3  |
| Absoluta · Brasil | 2020          | 4  | 2  | -  | - | -  | -  | 4  | 2  |
| Absoluta · Brasil | 2021          | 9  | 2  | -  | - | -  | -  | 9  | 2  |
| Absoluta · Brasil | 2022          | 2  | 3  | 4  | 3 | 4  | 4  | 10 | 10 |
| Absoluta · Brasil | 2023          | 4  | 0  | -  | - | 2  | 0  | 6  | 0  |
| Absoluta · Brasil | 2025          | 2  | 0  | -  | - | -  | -  | 2  | 0  |
| Absoluta · Brasil | Total sel.    | 24 | 8  | 4  | 3 | 22 | 9  | 50 | 20 |
| Total carrera | Total carrera | 32 | 10 | 10 | 8 | 24 | 10 | 66 | 28 |
| (1)Incluidos los datos del Campeonato Sudamericano Sub-20 (2017), Copa América (2019), Copa Mundial de Fútbol (2022) y clasificación para la Copa Mundial de Fútbol. (2)Incluidos los datos de los Juegos Olímpicos. |               |    |    |    |   |    |    |    |    |

### Resumen estadístico
|                            | Partidos | Goles | Promedio |
| -------------------------- | -------- | ----- | -------- |
| Liga                       | 310      | 84    | 0.27     |
| Estatales                  | 12       | 8     | 0.67     |
| Copas nacionales           | 36       | 11    | 0.31     |
| Copas internacionales      | 18       | 5     | 0.28     |
| Selección de Brasil sub-20 | 10       | 3     | 0.3      |
| Selección de Brasil sub-23 | 6        | 5     | 0.83     |
| Selección absoluta         | 50       | 20    | 0.4      |
| Total                      | 442      | 136   | 0.31     |

### Hat-tricks
| Partidos en los que anotó tres o más goles | Partidos en los que anotó tres o más goles | Partidos en los que anotó tres o más goles | Partidos en los que anotó tres o más goles | Partidos en los que anotó tres o más goles | Partidos en los que anotó tres o más goles | Partidos en los que anotó tres o más goles | Partidos en los que anotó tres o más goles |
| #                                          | Fecha                                      | Lugar                                      | Equipo                                     | Rival                                      | Goles                                      | Resultado                                  | Competición                                |
| ------------------------------------------ | ------------------------------------------ | ------------------------------------------ | ------------------------------------------ | ------------------------------------------ | ------------------------------------------ | ------------------------------------------ | ------------------------------------------ |
| 1                                          | 22 de julio de 2021                        | Estadio Internacional, Yokohama            | Brasil sub-23                              | Alemania sub-23                            | Gol · Gol · Gol                            | 4 - 2                                      | Juegos Olímpicos 2020                      |

## Palmarés

### Títulos internacionales
| Título                    | Equipo                  | Sede   | Año  |
| ------------------------- | ----------------------- | ------ | ---- |
| Copa América              | Selección de Brasil     | Brasil | 2019 |
| Torneo Olímpico de Fútbol | Selección olímpica      | Tokio  | 2020 |
| Liga Europa de la UEFA    | Tottenham Hotspur F. C. | Bilbao | 2025 |

### Distinciones individuales
| Distinción                                                      | Año  |
| --------------------------------------------------------------- | ---- |
| Máximo goleador de los Juegos Olímpicos (5 goles)               | 2020 |
| Mejor gol de la Copa del Mundo                                  | 2022 |
| Parte de los 100 mejores jugadores del mundo según The Guardian | 2022 |